# داني كينت
داني كينت (بالإنجليزية: Danny Kent)‏ مواليد 25 نوفمبر 1993 في تشبنهام، إنجلترا، هو متسابق دراجات نارية بريطاني. نافس في سباقات بطولة العالم لفئة 125 سي سي.

## وصلات خارجية
- داني كينت على موقع MotoGP.com (الإنجليزية)
- داني كينت على موقع AS.com (الإسبانية)

- الموقع الرسمي